# Condado de Caspe
El condado de Caspe es un título nobiliario español creado el 24 de diciembre de 1878 por el rey Alfonso XII a favor de Eulogio Despujol y Dusay  militar, político y gobernador colonial español, capitán general de Castilla la Nueva, de Valencia y de Cataluña y senador vitalicio.
El rey Alfonso XII le otorgó dicho título por su destacada participación en la tercera guerra carlista, y especialmente por la victoria obtenida en Caspe. Fue sucesivamente gobernador de Puerto Rico, de Filipinas, capitán general de Valencia y de Cataluña;
diputado del congreso por la provincia de Puerto Rico en las elecciones de 1884,
senador vitalicio desde 1896 y por derecho propio en 1903.
Era hijo de José María Despujol y Ferrer de San Jordi, IV conde de Fonollar y IV marqués de Palmerola, de una noble y conocida familia de Las Masías de Voltregá, Vich, Principado de Cataluña.
El actual titular, desde 2003, es María Luisa Despujol y Ruíz-Jiménez, V condesa de Caspe.

## Armas
En campo de gules, un monte, de oro, sumado de una lis del mismo metal Bordura componada de oro y gules.

## Condes de Caspe
|                          | Titular                             | Periodo                  |
| Creación por Alfonso XII | Creación por Alfonso XII            | Creación por Alfonso XII |
| ------------------------ | ----------------------------------- | ------------------------ |
| I                        | Eulogio Despujol y Dusay            | 1878-1907                |
| II                       | Ignacio Despujol y Rigalt           | 1907-1913                |
| III                      | Ignacio Despujol y Trenor           | 1913-1965                |
| IV                       | Ricardo Despujol y Trenor           | 1966-2000                |
| V                        | María Luisa Despujol y Ruíz-Jiménez | 2003-actualidad          |

## Historia de los Condes de Caspe
- Eulogio Despujol y Dusay (Barcelona, 11 de marzo de 1834-Ribarroja del Turia, 18 de octubre de 1907), I conde de Caspe, Capitán General de Castilla la Nueva, de Valencia y de Cataluña, Senador vitalicio.[1]  Era hijo de José Despujol y de María ana Dussay, marqueses de Palmerola y condes de Fonollar.[5] El 25 de mayo de 1905 fue nombrado, por Real Decreto, vicepresidente primero del Senado.[6]

Casó con Leonor Rigalt y Muñiz, dama noble de María Luisa. De su unión, nacieron dos hijos: Ignacio Despujol y Rigalt, que sigue; y Caridad Despujol y Rigalt, I condesa de Montornés. Le sucedió,en 1907, su hijo primogénito:
- Ignacio Despujol y Rigalt, (Santiago de Cuba, 9 de febrero de 1863-Valencia, de mayo de 1913),[7] II conde de Caspe, Ingeniero de Caminos, Canales y Puertos (1887); miembro del Partido Conservador, Diputado a Cortes por Quebradillo (Puerto Rico) en las elecciones generales de 1891 y por Gandía en las de 1903.

Casó con Isabel Trenor y Palavicino. De este matrimonio nacieron Ignacio (que sigue); Desamparados; y Leonor Despujol y Trénor. Le sucedió, el 4 de noviembre de 1913, su hijo:
- Ignacio Despujol y Trenor (Valencia, 1 de julio de 1893-1965), III conde de Caspe, capitán de caballería.[8]

Casó, en 1918, con María Isabel Trenor y de Sentmenat, prima suya, hija de Ricardo Trénor y Palavecino, marqués de Mascarell de San Juan y de Dolores de Sentmenat y Sentmenat. Le sucedió su hijo:
- Ricardo Despujol y Trenor (m. 2000), IV conde de Caspe.[9][10]

María Luis Ruíz-Jiménez Cabello. Le sucedió, el 21 de marzo de 2003, su hija:
- María Luisa Despujol y Ruíz-Jiménez, V condesa de Caspe y actual titular.[4]